# Фалалеев, Николай Георгиевич
Николай Георгиевич Фалаллеев (1901 — 1968) — советский партийный и государственный деятель, председатель Красноярского крайисполкома (1955—1958).

## Биография
- 1924—1929 гг. — заведующий отделом школьного строительства Смоленского губернского комитета РКСМ, инспектор Смоленского губернского отдела народного образования,
- 1929—1937 гг. — директор сельской школы (Западная область),
- 1937—1938 гг. — заведующий Красноярским городским отделом народного образования,
- 1938—1940 гг. — директор средней школы № 14 Красноярска,
- 1940—1941 гг. — директор Игарского педагогического училища,
- 1941 г. — заведующий Игарским городским отделом народного образования,
- 1941—1943 гг. — второй секретарь Игарского городского комитета ВКП(б),
- 1943—1944 гг. — первый секретарь Игарского городского комитета ВКП(б),
- 1944—1948 гг. — секретарь Красноярского краевого комитета ВКП(б),
- 1950 г. — первый заместитель председателя исполнительного комитета Красноярского краевого Совета,
- 1950 г. — секретарь Красноярского краевого комитета ВКП(б),
- 1952—1954 гг. — второй секретарь Красноярского краевого комитета ВКП(б)-КПСС,
- 1954—1955 гг. — первый заместитель председателя исполнительного комитета Красноярского краевого Совета,
- 1955—1958 гг. — председатель исполнительного комитета Красноярского краевого Совета.

С 1958 г. на пенсии.
Избирался депутатом Верховного Совета РСФСР 4-го созыва.

## Награды и звания
Награждён орденами:
- Ленина,
- Трудового Красного Знамени,
- «Знак Почёта».